# Albert Theodor Schier
Albert Theodor Schier (* 31. März 1809 in Berlin; † nach 1858) war ein deutscher Richter und Parlamentarier.

## Leben
Albert Theodor Schier war Sohn eines Berliner Kaufmanns. Nach dem Besuch der Landesschule Pforta studierte er Rechtswissenschaften an der Rheinischen Friedrich-Wilhelms-Universität Bonn und der Ruprecht-Karls-Universität Heidelberg. 1830 wurde er Mitglied des Corps Borussia Bonn. Nach dem Studium und dem Referendariat legte er 1843 das Assessorexamen ab. Anschließend schlug er die Richterlaufbahn ein und wurde Kreisgerichtsrat in Naumburg (Saale). 1855–1858 saß Schier als Abgeordneter des Wahlkreises Merseburg 7 im Preußischen Abgeordnetenhaus. Er gehörte der Fraktion Büchtemann an.